# Jeremy Bokila
Jeremy Loteteka Bokila (Kinshasa, 1988. november 14. –) kongói DK válogatott labdarúgó, jelenleg a Tyerek Groznij játékosa.

## Sikerei, díjai
Petrolul Ploiești
- Román labdarúgókupa (1): 2012–13